# Brachyglossina maroccana
Brachyglossina maroccana là một loài bướm đêm trong họ Geometridae.